# Bercea
Bercea – wieś w Rumunii, w okręgu Sălaj, w gminie Sânmihaiu Almașului. W 2011 roku liczyła 189 mieszkańców.